# TeX Live
TeX Live est une distribution TeX libre visant à fournir un environnement TeX/LaTeX complet et prêt à utiliser, sous les principaux systèmes d’exploitation. 
Depuis la version 2008, elle inclut un gestionnaire de paquets permettant la mise à jour de ses composants depuis internet. Sous OS X, elle sert de base à la distribution MacTeX, qui propose un mode d’installation spécifique et inclut quelques outils supplémentaires.

## Caractéristiques
Comme MiKTeX (et contrairement à des distributions comme teTeX ou ConTeXt Minimals), TeX Live est une distribution généraliste et complète, dans le sens où elle inclut tout le matériel disponible sur le réseau CTAN et qu'elle est conforme à ses règles (notamment de licence). Plus précisément, TeX Live fournit la plupart des formats TeX, comme LaTeX, Plain et ConTeXt (partiellement supporté), et de très nombreux compléments pour ces formats (packages pour LaTeX, modules pour ConTeXt, fontes et leurs fichiers de support pour TeX).
TeX Live comprend aussi les principaux moteurs dérivés de TeX (eTeX, pdfTeX, Aleph) y compris les plus récents comme XeTeX et LuaTeX. Elle fournit par ailleurs de nombreux programmes auxiliaires comme bibTeX, makeindex et plus récemment xindy et Asymptote. Depuis 2009, elle inclut l’éditeur TeXworks pour Windows.
Depuis 2008, TeX Live est munie d’un gestionnaire de paquets, tlmgr, permettant notamment l’installation et la mise à jour des paquets depuis Internet. Contrairement à MiKTeX, elle n’offre toutefois pas la possibilité d’installer « à la volée » les fichiers manquants.
TeX Live offre plusieurs modes d’installation et d’utilisation. Il est par exemple possible de l’utiliser depuis un DVD presque sans installation (d’où son nom), ou en mode portable. TeX Live est conçue pour les systèmes multi-utilisateur et peut être utilisée en réseau, y compris sur des plates-formes différentes. Des binaires pour de nombreuses plates-formes sont fournis.
Tout le matériel inclus dans TeX Live, ainsi que les composants développés pour TeX Live, sont sous une licence libre au sens de la FSF.

## Historique
TeX Live est développée depuis 1996 par la collaboration des groupes d’utilisateurs de TeX du monde entier, y compris par le TeX Users Group ; son développement est actuellement coordonné par Karl Berry. Depuis 2006, elle a connu un regain d’intérêt à la suite de l’arrêt de la maintenance de la distribution teTeX par Thomas Esser, devenant la distribution TeX par défaut de nombreuses distributions Linux, comme Debian ou Fedora.

### 2008
La principale nouveauté de cette version est le gestionnaire de paquets permettant leur installation et leur mise à jour depuis le réseau. Les principales autres nouveautés sont :
- la possibilité d’installer par le réseau ;
- l’arrivée du nouveau moteur LuaTeX et, sur certaines plates-formes, de l’utilitaire xindy pour les index.

### 2009
Les principales nouveautés de cette version étaient :
- l’intégration du logiciel de programmation graphique Asymptote ;
- l’inclusion de l’éditeur TeXworks (uniquement sous Windows, et indirectement sous Mac OS X via MacTeX) ;
- l’installateur simplifié pour Windows.

Il était prévu de rendre possible, sous LaTeX, l’insertion d’images au format EPS même en mode PDF, grâce à une nouvelle fonctionnalité permettant à TeX d’appeler un nombre limité de commandes externes. Cette fonctionnalité a dû être provisoirement retirée à cause de problèmes de sécurité.

### 2010
Depuis TeX Live 2010 il est possible de convertir les fichiers EPS par PDF automatiquement (autrement dit à la volée) en utilisant pdfTeX. Les nouveaux programmes disponibles dans cette nouvelle version sont pTeX (pour traiter des textes japonais), BibTeXu (une version spéciale de BibTeX pour traiter des fichiers en Unicode), ChkTeX (pour contrôler la syntaxe LaTeX d’un document) et dvisvgm (pour convertir les fichiers DVI par SVG).

### 2011
Depuis la version 2011 une mise à jour pour les plates-formes Unix par un script shell expérimental a été introduite. Aussi Biber est disponible en remplacement de BibTeX,.